# Raoul Wallenbergprijs
De Raoul Wallenbergprijs is een tweejaarlijkse mensenrechtenrprijs die vernoemd is naar Raoul Wallenberg. Hij wordt sinds 2014 uitgereikt door de Raad van Europa. Niet te verwarren met de Raoul Wallenberg Award die sinds 1985 wordt uitgereikt door het Raoul Wallenbergcommitee in de Verenigde Staten.

## Prijs
De ceremonie wordt gehouden op  17 januari, de datum waarop Raoul Wallenberg in 1945 werd gearresteerd.
Jury
De jury bestaat uit 6 personen die elk worden aangeduid door een van de volgende: de Secretaris-generaal van de Raad van Europa, de Zweedse minister van Buitenlandse zaken, het gemeentebestuur Boedapest, het Raoul Wallenberg Instituut te Lund, de Hoge commissaris voor de Vluchtelingen en de familie Wallenberg.

## Edities
- 2014 - Elmas Arus ( Turkije), filmregiseeur
- 2016 - Agkalia ( Griekenland), vluchtelingenorganisatie
- 2018 - European Roma Rights Centre ( Europese Unie), mensenrechtenorganisatie[2]
- 2020 - Amani Ballour ( Syrië), arts